# Göda
Göda, in alto sorabo Hodźij, è un comune di 3.344 abitanti della Sassonia, in Germania.
Appartiene al circondario (Landkreis) di Bautzen (targa BZ).